# Троцкизъм
Троцкизъм е течение в международното комунистическо движение, основано от руския революционер Лев Троцки. Самият Троцки се определя като праволинеен марксист и болшевик-ленинист, който се бори за създаването на авангардна партия. Неговата политика се различава драстично от тази на Сталин и Мао, преди всичко в пропагандирането на нуждата от перманентна революция. Много групи по света продължават да се самоопределят като троцкисти, въпреки че имат различни интерпретации на идеите на Троцки.
Понятието „троцкизъм“ често се използва критично от сталинисти или социалдемократи, за да характеризират различни политически събития, традиционни за опозицията на сталинизма и капитализма.